# Boris Nikolajevič Artjuhin
Boris Nikolajevič Artjuhin (rusko Борис Николаевич Артюхин), sovjetski letalski častnik, vojaški pilot in letalski as, * 1922, † ?. 
Artjuhin je v svoji vojaški karieri dosegel 17 samostojnih in 10 skupnih zračnih zmag.

## Življenjepis
Med drugo svetovno vojno je opravil 266 bojnih poletov in bil udeležen v 57 zračnih bojih.